# Битва при Кызыл-Тепе
Битва при Кызыл-Тепе (тур. Kızıltepe Muharebesi) — сражение между русскими и турецкими войсками, которое произошло 13 (25) августа 1877 года во время Русско-турецкой войны (1877—1878).

## Предпосылки
12 (24) августа 1877 года русские лазутчики передали информацию, что турки нападут 13 или 14 августа на Башкадыклярский лагерь.
Ввиду этого, в русских войсках были приняты следующие меры:
- Все лишние тяжести были свезены в кюрюкдаринский вагенбург.
- Кызыл-Тепе было приказано занять 2 батальонами 152-го пехотного Владикавказского полка 38-й пехотной дивизии четырьмя 9-фунтовыми орудиями 3-й батареи 39-й артиллерийской бригады под командованием полковника Романовича.

К вечеру 12 августа укрепления, возводимые на Кызыл-Тепе 2-й ротой 1-го Кавказского саперного батальона, 2-м и 3-м батальонами 157-го пехотного Имеретинского полка 40-й пехотной дивизии были не закончены. В 9 часов вечера их осмотрел полковник Я. Д. Малама, который признал укрепления негодными, так как они были сложены не из земли, а из камня. Также не было возможности поднять на гору полевые орудия. Вследствие этого, Владикавказцы и артиллерийский дивизион полковника Е. С. Мусхелова расположились на правом берегу реки Мавряк-чай перед лагерем, рассчитывая подняться на Кызыл-Тепе утром 13 августа. Гора оставалась занятой лишь одним 3-м батальоном 157-го пехотного Имеретинского полка майора Миллера.

## Планы турок
Турки, зная, что гора занята одним батальоном, решили, опираясь своим правым флангом на Кызыл-Тепе, перейти остальными силами в наступление с обходом правого фланга русских войск. Овладение Кызыл-Тепе и Уч-Тепе османскими войсками угрожало тылу и сообщениям главных сил с Александрополем, и, тем самым, муширу облегчалась дальнейшая задача — вторжение в пределы Российского Закавказья. К двум часам ночи 13 августа 1-я кавалерийская дивизия турок должна была двинуться на Кызыл-Тепе и овладеть ей. 2-я кавалерийская дивизия должна была маневрировать между Кызыл-Тепе и Уч-Тепе с целью поддержки 1-й кавалерийской дивизии и обеспечения её безопасности со стороны Арпачая. Вслед за 1-й кавалерийской дивизией на Кызыл-Тепе должна была наступать 4-я пехотная дивизия с двумя батареями под командованием Али-Паши, а во фланг кызылтепинской позиции, восточнее Суботана, — бригада Кафтан-Магомет-бея с одной батареей. Их общим резервом назначалась 1-я пехотная дивизия с двумя батареями.

## Расположение русского гарнизона на Кызыл-Тепе
Около 10 часов утра 12 августа командир 157-го пехотного Имеретинского полка полковник Карасев получил от полковника Маламы приказ следующего содержания:
Сейчас выслать один батальон на Кызыл-Тепе для снятия батальона Гурийского полка с караула этой горы.
Согласно этому приказу, в 11 часов утра 3-й батальон Имеретинского должен был занять на Кызыл-Тепе все караульные посты. С наступлением сумерек, около 7 часов вечера спустил 2 роты своего батальона к подошве горы, где они заняли ложбину перед южной вершиной и все пространство правее её, до оврага. Для их поддержки были выставлены 3 заставы — по взводу от разных рот — и 3 взвода заняли западную высоту. 1 ½ роты со знаменем остались на седловине и составили главный караул. Правее и левее Имеретинцев сторожевые посты заняли казаки и милиционеры, а в резерве аванпостов располагался 3-й эскадрон Нижегородского полка.

## Ход битвы

### Захват Кызыл-Тепе
Около двух часов ночи 13 августа одновременно в нескольких местах послышался крик филина, похожий на условный знак. Спустя полчаса на правом фланге цепи русских войск, занятом Имеретинцами, раздался выстрел, затем сразу последовало несколько залпов, и по всей линии началась перестрелка. Турецкая конница во главе с Кундуховым и Магомет-беем незаметно подкралась к аванпостам русских войск и на оклик часовых дала верный пропуск «Фитиль»; смяв затем правый фланг цепи. Она бросилась в гору к западной вершине, имеющей с этой стороны довольно плоский скат. Впереди неслись горцы Кундухова, одинаково одетые с конно-иррегулярными полками из туземцев, крича по-русски: «Не стреляйте, это свои». За кавалерией следовали бегом таборы турецкой пехоты.
При свете ружейного огня можно было видеть, что значительная часть неприятельской пехоты и кавалерия лезли на гору. Подпоручик Петропавловский, занимавший с тремя взводами 10-й роты Имеретинцев западную вершину этой горы, встретил турок дружным залпом и криком «Ура!». Неприятель не выдержал и повернул назад. Но в это время новые толпы турецкой пехоты, показавшиеся с левой стороны, заставили войска Петропавловского отступить. Майор Миллер как только заметил, что неприятель атаковал правый фланг, двинулся с тремя резервными взводами 9-й роты Имеретинцев на помощь войскам Петропавловского. Едва он поднялся на половину возвышенности, как со стороны седловины, где оставался последний резерв, грянул залп, и войска поднялись в атаку. В то время, когда происходил бой за западной вершине, турецкая дивизия под командованием Али-Паши начала подниматься на Кызыл-Тепе и заняла южную вершину, а несколько её таборов двинулись на седловину. Только темнота ночи спасла 12-ю роту от полного уничтожения. Тем временем, на седловину поднялись, — сильно расстроенные и ослабленные огромными потерями, — бывшие в цепи 3-я стрелковая и 11-я рота Имеретинцев.
Осыпаемый градом пуль и теснимый со всех сторон неприятелем 3-й батальон Имеретинцев, потеряв уже значительную часть офицеров и нижних чинов, оказался в критическом положении. Тем не менее, майор Миллер, имея в виду важность удержания Кызыл-Тепе и ожидая скорого прибытия Владикавказцев с полубатареей артиллерии на помощь, послал ординарца в лагерь с докладом о положении дела и решил держаться на седловине.
Заметив малочисленность русских сил, турки набросились на Имеретинцев ещё с большим ожесточением, по видимому, желая уничтожить остатки русских войск.
Было уже около 4 часов утра, когда майор Миллер, не видя помощи себе, решил, наконец, отступить. Отстреливаясь и отбиваясь от наседавшего со всех сторон врага, теряя много людей, батальон спустился с горы к оврагу и занял новую позицию. Турки немедленно заняли Кызыл-Тепе, быстро начали окапываться и, втащив на гору орудия, тотчас же открыли артиллерийский огонь по башкадыклярскому лагерю.
Думая, что Кызыл-Тепе ещё в руках русских, подполковник Есипов выдвинул вперед сводный батальон под командованием майора Тумковского. Прикрываясь стрелковой цепью, Владикавказцы ускоренным шагом подошли к Кызыл-Тепе, но в пятистах шагах от подошвы горы были встречены огнём и отступили. Тумковский приказал дожидаться рассвета. В это время подошел 4-й батальон Владикавказцев и стал левее сводного полка, а 3-я батарея полковника Мусхелова заняла позиции в 1 100 м от Кызыл-Тепе и открыла по ней огонь. Одновременно с этим, послышались выстрелы на правом фланге из орудий 1-й батареи 40-й артиллерийской бригады.

### Действие авангарда русских войск
Вслед за Владикавказцами из лагеря выступили остальные части авангарда — кавалерия и конная артиллерия. Генерал-лейтенант князь З. Г. Чавчавадзе получив в 2:45 от казака, прискакавшего с передних постов, известие о нападении турок на Кызыл-Тепе, тотчас же выслал ординарцев в пехотный лагерь, расположенный на правом берегу Мавряк-чая, с приказом выступить к Кызыл-Тепе, но пехота уже прибыла и навязала бой.
Для защиты правого фланга русских позиций к Кюльверану были направлены 16-й драгунский Нижегородский и Чеченский конно-иррегулярный полки со 2-й Кубанской батареей. Сам князь Чавчавадзе с четырьмя эскадронами, 23 сотнями и 8 орудиями двинулся к Кызыл-Тепе, но в темноте кавалерия забрала слишком в сторону и очутилась левее горы.
С рассветом к пяти-шести часам утра русская боевая линия располагалась следующим образом: на правом фланге находились 1-й и 2-й батальоны 157-го пехотного Имеретинского полка, 16-й драгунский Нижегородский и Чеченский конно-иррегулярный полки, 1-я батарея артиллерийской бригады и 2-я Кубанская конная батарея; в центре, у оврага, — 3-й батальон 157-го Имеретинского полка, далее 2 батальона пехотного Владикавказского полка и 3-я батарея 39-й артиллерийской бригады, на левом фланге — кавалерия с 1-й Терской конной батареей.
Подъехав к боевым линиям, князь Чавчавадзе, по согласию с полковником Маламой и Романовичем, решил попытаться взять Кызыл-Тепе. С этой целью, находя фронтальную атаку очень трудной, признано было удобным постепенно штурмовать гору, причем главную атаку направить на восточную вершину, как более доступную, а овладев ею, перейти на южную, и затем выбить турок с самой западной высоты Кызыл-Тепе.
Войска авангарда должны были выполнить следующее: 2 батальона 152-го Владикавказского пехотного полка под командованием полковника Романовича должны были взять влево и атаковать Кызыл-Тепе с восточной стороны; 2-й батальон 157-го пехотного Имеретинского полка, имея в резерве два других батальона своего полка, должен был действовать с западной стороны; 3-я батарея 39-й артиллерийской бригады, передвинувшись вправо, совместно с 1-й батареей 40-й артиллерийской бригады должны были подготовлять атаку сосредоточенным огнём. С той же целью 2-я Кубанская и 1-я Терская конная батареи, под прикрытием двух драгунских полков 16-го Нижегородского и 17-го Северского, должны были обстреливать: первая — западную, вторая — восточную вершины; кавалерия: Кубанский и 2-й Владикавказский казачьи, 3-й Дагестанский, Александропольский и Дворянский конно-иррегулярные полки под начальством генерал-майора И. Лорис-Меликова — должна для защиты левого фланга двинуться вперед.
Согласно полученным приказам, войска под командованием полковника Мусхелова выдвинулись в первую линию и заняли позицию на возвышенности, позади оврага и левее 3-го батальона Имеретинского полка; батарея переходила взводами, чтобы не прекращать огня, и все время стреляла картечными гранатами, направляя выстрелы на седловину. 1-я батарея 40-й артиллерийской бригады заняла позицию в 586 метрах от Кызыл-Тепе и открыла огонь по западной вершине шарохами с дистанционной трубкой. Полковник А. А. Кельнер с Нижегородским драгунским полком и 2-й Кубанской батареей, выдвинувшись с западной стороны на 211 метров от Кызыл-Тепе, приказал батарее занять позицию под прикрытием 1 эскадрона, а 2-й и 4-й эскадроны выстроил развернутым фронтом немного сзади батареи. 1-я Терская конная батарея полковника Прозоркевича под прикрытием Северского полка заняла позицию на левом фланге, по восточной стороне от Кызыл-Тепе. Таким образом, около 6 часов утра 32 орудия с трех сторон громили Кызыл-Тепе, подготовляя Владикавказцам и Имеретинцам успех предстоящего штурма горы.

### Первая атака Кызыл-Тепе
Тем временем, полковник Романович с двумя батальонами 152-го пехотного Владикавказского полка за исключением одной роты, оставленной им для связи с Имеретинцами и для прикрытия левого фланга батареи полковника Мусхелова, двинулся в обхват Кызыл-Тепе. Восточная вершина горы имеет у подножия террасовидный уступ, который как и вершина был занят турками. Перед атакой вершины надо было овладеть им. Подойдя к подошве горы, полковник Романович выделил для обеспечения своего левого фланга ½ роты стрелков, а 2½ роты оставил в резерве; с остальными четырьмя ротами он направился в гору, выслав при этом для штурма пригорка 16-ю роту Владикавказцев. Люди, буквально расстреливаемые турками, молча и тяжело дыша поднимались вверх, встречая ещё на каждом шагу множество камней. Достигнув пригорка и будучи поддержана второй линией, 16-я рота поручика Абраменко после непродолжительного штыкового боя овладела им. Турецкая пехота, оставив на месте своих офицеров и солдат, провожаемая залпами Владикавказцами с 25-50 шагов, бросилась врассыпную к вершине горы.
В этот сравнительно короткий промежуток боя, Владикавказцы потеряли четырёх обер-офицеров и много нижних чинов. Овладев пригорком, полковник Романович заложил густую цепь стрелков для обстреливания фланговым огнём неприятеля, занимавшего южную вершину, а также подготовки атаки восточной вершины. Турки, уступив русским войскам часть позиций, укрылись за противоположными скатами, а их стрелки засели за гребнем высот. Кызыл-Тепе покрылась сплошным дымом. Треск разрывавшихся гранат русских, сильная ружейная стрельба и стоны раненых, представляли собой ужасное зрелище.
Одновременно с Владикавказцами, по приказу генерал-лейтенанта князя Чавчавадзе, полковник Карасев двинул в атаку Имеретинцев на западную высоту. Имеретинцы, поддерживаемые огнём артиллерии, смело двинулись вперед, и приблизившись на 900 шагов к неприятельской цепи, остановились, залегли, и открыли сильный огонь. Кызыл-Тепе, имея с этой стороны крутые скаты, обрывающиеся в овраг и усеянные камнями, представляла труднодоступную позицию. Турки, заметив движение русских батальонов, обрушили на них град свинца, который по мере приближения к горе усилился до такой степени, что одиночных выстрелов не было слышно, и все слилось в один общий непрерывный гул. За несколько минут в рядах атакующих погибла масса людей. Приблизившись к цепи турок на 600—700 шагов, Имеретинцы снова залегли и открыли огонь из винтовок системы Крынка. Но тут оказалась полная непригодность ружей русских в бою с неприятелем, вооруженным винтовками системы Пибоди-Мартини. Пули винтовок Крынка на глазах у всех не долетали до цели, делая рикошеты. Подобное зрелище только ободряло турецких стрелков, и их огонь становился все сильнее и губительнее. Батальоны Имеретинцев сильно редели. К 9 часам утра выбыло из строя убитыми и ранеными: 1 штаб, 12 обер-офицеров и 384 нижних чина. Овладеть с этой стороны высотой, без подготовки атаки ружейным огнём, оказалось русским воинам не по силам. Имеретинцы 3 раза атаковали неприятиля, и в конце концов были вынуждены отступить: 1-й батальон к реке Мавряк-чай, а 2-й и 3-й — залегли за возвышенности направлением к Кызыл-Тепе. В это время был ранен в голову генерал-лейтенант князь Чавчавадзе. Командование войсками авангарда было передано генерал-майору И. Е. Лорис-Меликову, а командование кавалерией принял полковник князь Ф. К. Витгенштейн.

### Направление подкреплений к Кызыл-Тепе и Суботану
Генерал-адъютант Лорис-Меликов, выехав на рассвете к Караялу, заметил, что направление, взятое генерал-майором Комаровым, было ошибочным: турецкая пехота находилась на линии Кызыл-Тепе — Хаджи-Вали и наступала со стороны Большие Ягны. Опасаясь как за слабые стороны нашего авангарда, так и за участь колонны генерал-майора Комарова, Лорис-Меликов около 8 часов сделал следующие распоряжения: для поддержки Комарова был направлен 16-й гренадерский Мингрельский полк Кавказской гренадерской дивизии и 5-я батарея Кавказской гренадерской артиллерийской бригады под общим командованием генерал-майора Зедергольма, а к Баш-Кадыкляру первоначально — 6 рот 15-го гренадерского Тифлисского полка, а затем — два батальона (3-й и 4-й) с 4-й и 6-й батареями Кавказской гренадерской артиллерийской бригады под командованием полковника Ридигера. 1-я бригада Кавказской гренадерской дивизии с 1-й, 2-й и 3-й батареями Кавказской гренадерской бригады были передвинуты к Караялу, а 158-й Кутаисский и 159-й Гурийский пехотные полки 40-й пехотной дивизии с четырьмя батареями 40-й артиллерийской бригады — в резерв у Кюрюк-Дара.

### Овладение частью позиций на Кызыл-Тепе
Было около 9 часов утра, когда 15-й Тифлисский гренадерский полк прибыл к Баш-Кадыкляру. Первые 6 рот Тифлисцев с 4-й батареей были направлены прямо к Кызыл-Тепе, причём 2 роты 1-го батальона оставались в прикрытии 4-й батареи подполковника Калакуцкого, занявшего позицию к северо-востоку от горы, и тотчас же открывшего огонь по турецкой пехоте и артиллерии, занимавших Кызыл-Тепе. 2-й батальон Тифлисцев, отделив 6-ю роту для смены у Тайналыха казачьей цепи, расстрелявшей все свои патроны, перестроился в боевой порядок и наступал прямо на её восточные скаты. Своевременное прибытие 3-х рот Тифлисцев значительно облегчило трудное положение Владикавказцев, у которых, вследствие громадных потерь, роты сильно поредели, да и патроны были уже на исходе. К этому времени из строя уже выбыло: 16 нижних чинов убитыми, 7 офицеров и 101 нижний чин ранеными и 3 офицера контуженными. Чтобы пополнить недостаток в патронах, Владикавказцы заменили (частью) свои винтовки турецкими «Пибоди», брошенными в большом числе при отступлении последних. Полковник Романович, воспользовавшись прибытием подкреплений, с тремя ротами Тифлисцев и двумя Владикавказцев перешел в наступление, и восточная вершина в 10 часов была уже под контролем русской армии.
С занятием этой позиции, турки, поражаемые фланговым огнём из берданок гренадеров, очистили южную вершину, и все свои силы сосредоточили на западной, самой высокой и труднодоступной высоте.
К 10 часам подошёл полковник Ридигер с остальными двумя батальонами своего полка и 6-й батареей.

### Отступление войск авангарда к реке Мавряк-чай
Генерал-майор Лорис-Меликов, руководивший действиями войск авангарда, ещё около 8 часов утра получил записку от начальника штаба корпуса с приказом отходить к Караялу; при этом сообщалось о скором прибытии к авангарду колонны генерал-лейтенанта Девеля. Исполнение этого приказа поставило Лорис-Меликова в крайне затруднительное положение. Он хорошо понимал, что при содействии отряда генерал-лейтенанта Девеля, являлась хорошая возможность овладеть Кызыл-Тепе, в особенности же — при условии удержания той части, которая была занята Владикавказцами и Тифлисцами. Кроме того, огромные потери, понесенные войсками при атаке Кызыл-Тепе, могли повториться снова при повторной атаке, это заставило Лорис-Меликова не торопиться с исполнением полученного приказа и оставаться на занятых позициях — или до прихода Девеля, или до получения нового приказа об отступлении. Отправив донесение корпусному командиру о принятом им решении, Лорис-Меликов нашел возможным, по прибытии 3½ батальонов гренадеров с двумя батареями, продолжать атаку Кызыл-Тепе. Во исполнение этого решения полковнику Ридигеру было приказано с одним батальоном Тифлисского и двумя батальонами Владикавказского полков, заняв восточную вершину горы, постараться овладеть западной вершиной — последним оплотом турок, а 6-й батарее полковника Санджакова сменить 1-ю Терскую конную батарею, действовавшую на левом фланге, израсходовавшую все свои снаряды и сильно пострадавшую в ходе боёв. Заняв позицию, 6-я батарея открыла огонь сперва по турецкой пехоте, наступавшей на русскую кавалерию, а затем против турецких сувари, обходивших её левый фланг. Удачное действие картечных гранат заставило турок поспешно отступить, после чего они больше не показывались.
Полковник Ридигер, оставив 3-й батальон Тифлисцев в резерве, двинулся с 4-м батальоном прямо на гору. Приняв командование войсками на Кызыл-Тепе и обсудив с Романовичем положение, Ридигер решил штурмовать западную вершину Кызыл-Тепе с фронта, но при условии охвата её левого фланга. Для этого он отправил ординарца к Лорис-Меликову с просьбой прислать 3-й батальон Тифлисцев и взвод артиллерии. Но в то самое время, когда все уже было подготовлено и оставалось лишь начать решительные действия, прибыл начальник штаба 2-й сводной кавалерийской дивизии полковник Бутурлин с приказанием — отступить. Таким образом, в самый решительный момент боя, русские войска были вынуждены оставить позиции, занятые с большими потерями. Подобрав убитых и раненых, первыми спустились с горы Владикавказцы, а за ними, перекатными цепями, отступили и Тифлисцы.
Отступившие батальоны заняли позицию между рекой Мавряк-чай и оврагом, огибающим Кызыл-Тепе, имея: на правом фланге — 157-й Имеретинский полк с 1-й батареей 40-й артиллерийской бригады (4 орудия); в центре — 2 батальона 152-го Владикавказского пехотного полка с 3-й батареей 39-й артиллерийской бригады (3 орудия), и на левом фланге — 15-й Тифлисский гренадерский полк с 4-й и 6-й батареями Кавказской гренадерской артиллерийской бригады.

### Последствия
Известие о занятии Кызыл-Тепе было воспринято в Константинополе как решительная победа, и Мухтар-паша был награждён султаном Абдул-Хамидом II титулом «Гази». С того времени престиж Мухтар-паши сильно поднялся в глазах не только Оттоманской Порты, но и в турецкой армии, и, по-видимому, более не сомневались, что турецкий главнокомандующий не только вернёт контроль над территорией до Арпачая, но даже будет зимовать в Тифлисе или Эривани. Подобные надежды турецкого правительства основывались главным образом на слухе, что на Кавказе поголовное восстание, которое в значительной мере должно было облегчить вторжение армии Мухтара в пределы Российского Закавказья.
С занятием новых позиций, турки тотчас начали их укреплять. При этом, особенное внимание было обращено на оборону Малых Ягны и Кызыл-Тепе, где турками были возведены сильные укрепления с орудиями полевой и крепостной артиллерии, а скаты, обращенные к Баш-Кадыкляру у Кюрюк-Дара, были унизаны траншеями.